# Présidentchirac
Présidentchirac est un groupe de rock électronique français, originaire de Caen. Composé de Philippe Pires et Massimo Gambini, le duo était actif dans les années 2000.

## Biographie
Le groupe joue en 2001 aux Transmusicales de Rennes. Ils signent avec le label indépendant bordelais Platinum Records, en 2002. Le 28 octobre 2004, il est à l'affiche du Nouveau Casino de Paris.
Janvier 2005 assiste à la sortie de leur premier album, Surfing the Volcano. En avril 2005, ils étaient prévus pour un concert au Cabaret Nova, mais leur prestation est annulée au dernier moment car l'un des musiciens a dû déclarer forfait pour raisons familiale. La même année, ils sont les découvertes du Printemps de Bourges.
En 2009, le duo sort l'album Yes Future. Le disque est très bien accueilli par les médias : chroniqué dans l'émission CD d'Aujourd'hui sur France 2.

## Discographie
- 2005 : Surfing the Volcano (Platinum Records)
- 2009 : Yes Future (Platinum Records)